# Pădureni, Giurgiu
Pădureni (în trecut, Gâstești) este un sat în comuna Buturugeni din județul Giurgiu, Muntenia, România. Este situat în Câmpia Găvanu-Burdea, pe malul stâng al râului Ilfovăț. Biserica ortodoxă din sat este monument istoric.